# Ruumissaari (ö i Näkkäläjärvi, Enontekis)
Ruumissaari, enaresamiska: Rumašsuolu, är en ö i Finland. Den ligger i sjön Näkkäläjärvi och i kommunen Enontekis i den ekonomiska regionen  Fjäll-Lappland  och landskapet Lappland, i den norra delen av landet, 900 km norr om huvudstaden Helsingfors. Öns area är omkring 840 kvadratmeter och dess största längd är 50 meter i nord-sydlig riktning.